# Lista de atores dos filmes da Saga do Infinito do Universo Cinematográfico Marvel
O Universo Cinematográfico Marvel é uma franquia de mídia e um universo fictício compartilhado que é o cenário dos filmes de super-herói produzidos pela Marvel Studios, baseado nos personagens que aparecem nas publicações da Marvel Comics. A Fase Um da franquia inclui seis filmes, contendo quatro diferentes propriedades de super-heróis, levando ao crossover no filme Os Vingadores, de 2012. A Fase Dois da franquia conta com três sequências de filmes da Fase Um, assim como dois filmes de novas propriedades, e o crossover Vingadores: Era de Ultron, lançado em 2015. A Fase Três conta com quatro sequências de filmes anteriores, e quatro filmes de novas propriedades, assim como os filmes crossover Vingadores: Guerra Infinita (2018) e Vingadores: Ultimato (2019). Os filmes da Fase Um à Três são conhecidos coletivamente como "Saga do Infinito".
Como a franquia é composta por filmes adaptados de uma variedade de propriedades da Marvel Comics, há diversos atores principais: Robert Downey Jr. interpreta Tony Stark / Homem de Ferro nos filmes Homem de Ferro (2008), Homem de Ferro 2 (2010) e Homem de Ferro 3 (2013); Chris Evans interpreta Steve Rogers / Capitão América em Capitão América: O Primeiro Vingador (2011), Capitão América 2: O Soldado Invernal (2014) e Capitão América: Guerra Civil (2016), onde contracena com Robert Downey Jr. como Tony Stark; e Chris Hemsworth interpreta Thor em  Thor (2011), Thor: O Mundo Sombrio (2013) e Thor: Ragnarok (2017). Os três atores estrelam em Os Vingadores (2012) e reprisam seus papéis em Vingadores: Era de Ultron (2015), Vingadores: Guerra Infinita (2018) e Vingadores: Ultimato (2019). Edward Norton protagoniza O Incrível Hulk (2008), interpretando Bruce Banner / Hulk, mas não reprisa o papel nos futuros filmes, sendo substituído por Mark Ruffalo em todos os filmes subsequentes envolvendo o personagem. Chris Pratt interpreta o personagem principal, Peter Quill / Senhor das Estrelas, em Guardiões da Galáxia (2014) e retorna para a sequência, Guardiões da Galáxia Vol. 2 (2017). Paul Rudd e Michael Douglas respectivamente interpretam Scott Lang / Homem-Formiga e Hank Pym / Homem-Formiga em Homem-Formiga (2015) e Homem-Formiga e a Vespa (2018), no qual Evangeline Lilly co-protagoniza como Hope van Dyne / Vespa.
Benedict Cumberbatch interpreta Stephen Strange em Doutor Estranho (2016), Tom Holland interpreta Peter Parker / Homem-Aranha em Homem-Aranha: De Volta ao Lar (2017) e Homem-Aranha: Longe de Casa (2019), e Chadwick Boseman interpretou T'Challa / Pantera Negra em Pantera Negra (2018); Tom Holland e Chadwick Boseman foram introduzidos em Capitão América: Guerra Civil, no qual Paul Rudd também aparece. Robert Downey Jr. e Chris Evans apareceram junto de Tom Holland em Homem-Aranha: De Volta ao Lar, e Mark Ruffalo e Benedict Cumberbatch apareceram em Thor: Ragnarok junto a Chris Hemsworth. Brie Larson interpreta Carol Danvers / Capitã Marvel em Capitã Marvel (2019). Chris Pratt, Benedict Cumberbetch, Tom Holland e Chadwick Boseman também estrelam Vingadores: Guerra Infinita e Vingadores: Ultimato, enquanto Paul Rudd e Brie Larson estrelaram somente o último.
Samuel L. Jackson fez cameos e aparições secundárias como Nick Fury em vários filmes do começo da franquia antes de co-protagonizar Os Vingadores; ele continua a ter papéis secundários nos próximos filmes. Jeremy Renner e Scarlett Johansson tiveram papéis secundários como Clint Barton / Gavião Arqueiro e Natasha Romanoff / Viúva Negra respectivamente em diversos filmes na saga além de seus papéis principais nos filmes dos Vingadores. Josh Brolin foi escalado como o vilão principal da saga, Thanos, para Guardiões da Galáxia, após o personagem ser introduzido no final de Os Vingadores, interpretado por Damion Poitier. Diversos outros membros do elenco aparecem recorrentemente em múltiplos filmes e séries na franquia. A lista abaixo é organizada por filme e personagem, vendo que alguns personagens foram interpretados por diversos atores.

## Fase Um

### Introduzido emThor
| Personagem                                          | 2008                                        | 2008                                        | 2010                                              | 2011                                              | 2011                                              | 2012                                              |
| Personagem                                          | Homem de Ferrro                             | O Incrível Hulk                             | Homem de Ferro 2                                  | Thor                                              | Capitão América: O Primeiro Vingador              | Os Vingadores                                     |
| Introduzido em Homem de Ferro                       | Introduzido em Homem de Ferro               | Introduzido em Homem de Ferro               | Introduzido em Homem de Ferro                     | Introduzido em Homem de Ferro                     | Introduzido em Homem de Ferro                     | Introduzido em Homem de Ferro                     |
| --------------------------------------------------- | ------------------------------------------- | ------------------------------------------- | ------------------------------------------------- | ------------------------------------------------- | ------------------------------------------------- | ------------------------------------------------- |
| Tony Stark Homem de Ferro                           | Robert Downey, Jr. Cameo em O Incrível Hulk | Robert Downey, Jr. Cameo em O Incrível Hulk | Robert Downey, Jr. Cameo em O Incrível Hulk       |                                                   |                                                   | Robert Downey, Jr.                                |
| James "Rhodey" Rhodes                               | Terrence Howard                             |                                             | Don Cheadle                                       |                                                   |                                                   |                                                   |
| Obadiah Stane                                       | Jeff Bridges                                |                                             |                                                   |                                                   |                                                   |                                                   |
| Virginia "Pepper" Potts                             | Gwyneth Paltrow                             |                                             | Gwyneth Paltrow                                   |                                                   |                                                   | Gwyneth Paltrow                                   |
| Harold "Happy" Hogan                                | Jon Favreau                                 |                                             | Jon Favreau                                       |                                                   |                                                   |                                                   |
| J.A.R.V.I.S.                                        | Paul Bettany V                              |                                             | Paul Bettany V                                    |                                                   |                                                   | Paul Bettany V                                    |
| Phil Coulson                                        | Clark Gregg                                 |                                             | Clark Gregg                                       | Clark Gregg                                       |                                                   | Clark Gregg                                       |
| Raza                                                | Faran Tahir                                 |                                             |                                                   |                                                   |                                                   |                                                   |
| Christine Everhart                                  | Leslie Bibb                                 |                                             | Leslie Bibb                                       |                                                   |                                                   |                                                   |
| Ho Yinsen                                           | Shaun Toub                                  |                                             |                                                   |                                                   |                                                   |                                                   |
| Howard Stark                                        | Gerard Sanders Fotografia                   |                                             | John Slattery                                     |                                                   | Dominic Cooper                                    |                                                   |
| Nick Fury                                           | Samuel L. Jackson Cameo                     |                                             | Samuel L. Jackson Cameo em Thor e Capitão América | Samuel L. Jackson Cameo em Thor e Capitão América | Samuel L. Jackson Cameo em Thor e Capitão América | Samuel L. Jackson Cameo em Thor e Capitão América |
| Introduzido em O Incrível Hulk                      |                                             |                                             |                                                   |                                                   |                                                   |                                                   |
| Bruce Banner Hulk                                   |                                             | Edward Norton Lou Ferrigno V                |                                                   |                                                   |                                                   | Mark Ruffalo                                      |
| Betty Ross                                          |                                             | Liv Tyler                                   |                                                   |                                                   |                                                   |                                                   |
| Thaddeus "Thunderbolt" Ross                         |                                             | William Hurt                                |                                                   |                                                   |                                                   |                                                   |
| Emil Blonsky Abominável                             |                                             | Tim Roth                                    |                                                   |                                                   |                                                   |                                                   |
| Samuel Sterns                                       |                                             | Tim Blake Nelson                            |                                                   |                                                   |                                                   |                                                   |
| Leonard Samson                                      |                                             | Ty Burrell                                  |                                                   |                                                   |                                                   |                                                   |
| Introduzido em Homem de Ferro 2                     |                                             |                                             |                                                   |                                                   |                                                   |                                                   |
| Natasha Romanoff Viúva Negra                        |                                             |                                             | Scarlett Johansson                                |                                                   |                                                   | Scarlett Johansson                                |
| Ivan Vanko Chicote Negro                            |                                             |                                             | Mickey Rourke                                     |                                                   |                                                   |                                                   |
| Justin Hammer                                       |                                             |                                             | Sam Rockwell                                      |                                                   |                                                   |                                                   |
| Senador Stern                                       |                                             |                                             | Garry Shandling                                   |                                                   |                                                   |                                                   |
| Peter Parker                                        |                                             |                                             | Max Favreau Como um easter egg                    |                                                   |                                                   | Tom Holland                                       |
|                                                     |                                             |                                             |                                                   |                                                   |                                                   |                                                   |
| Thor                                                |                                             |                                             |                                                   | Chris Hemsworth                                   |                                                   | Chris Hemsworth                                   |
| Loki                                                |                                             |                                             |                                                   | Tom Hiddleston                                    |                                                   | Tom Hiddleston                                    |
| Odin                                                |                                             |                                             |                                                   | Anthony Hopkins                                   |                                                   |                                                   |
| Erik Selvig                                         |                                             |                                             |                                                   | Stellan Skarsgård                                 |                                                   | Stellan Skarsgård                                 |
| Jane Foster                                         |                                             |                                             |                                                   | Natalie Portman                                   |                                                   |                                                   |
| Darcy Lewis                                         |                                             |                                             |                                                   | Kat Dennings                                      |                                                   |                                                   |
| Heimdall                                            |                                             |                                             |                                                   | Idris Elba                                        |                                                   |                                                   |
| Lady Sif                                            |                                             |                                             |                                                   | Jamie Alexander                                   |                                                   |                                                   |
| Volstagg                                            |                                             |                                             |                                                   | Ray Stevenson                                     |                                                   |                                                   |
| Fandral                                             |                                             |                                             |                                                   | Josh Dallas                                       |                                                   |                                                   |
| Hogun                                               |                                             |                                             |                                                   | Tadanobu Asano                                    |                                                   |                                                   |
| Frigga                                              |                                             |                                             |                                                   | Rene Russo                                        |                                                   |                                                   |
| Laufey                                              |                                             |                                             |                                                   | Colm Feore                                        |                                                   |                                                   |
| Clint Barton Gavião Arqueiro                        |                                             |                                             |                                                   | Jeremy Renner Cameo                               |                                                   | Jeremy Renner                                     |
| Jasper Sitwell                                      |                                             |                                             |                                                   | Maximiliano Hernández                             |                                                   | Maximiliano Hernández                             |
| Introduzido em Capitão América: O Primeiro Vingador |                                             |                                             |                                                   |                                                   |                                                   |                                                   |
| Steve Rogers Capitão América                        |                                             |                                             |                                                   |                                                   | Chris Evans                                       | Chris Evans                                       |
| James "Bucky" Barnes                                |                                             |                                             |                                                   |                                                   | Sebastian Stan                                    |                                                   |
| Margaret "Peggy" Carter                             |                                             |                                             |                                                   |                                                   | Hayley Atwell Fotografia em Os Vingadores         | Hayley Atwell Fotografia em Os Vingadores         |
| Johan Schmidt Caveira Vermelha                      |                                             |                                             |                                                   |                                                   | Hugo Weaving                                      |                                                   |
| Arnim Zola                                          |                                             |                                             |                                                   |                                                   | Toby Jones                                        |                                                   |
| Chester Phillips                                    |                                             |                                             |                                                   |                                                   | Tommy Lee Jones                                   |                                                   |
| Abraham Erskine                                     |                                             |                                             |                                                   |                                                   | Stanley Tucci                                     |                                                   |
| Timothy "Dum Dum" Dugan                             |                                             |                                             |                                                   |                                                   | Neal McDonough                                    |                                                   |
| James Montgomery Falsworth                          |                                             |                                             |                                                   |                                                   | JJ Feild                                          |                                                   |
| Jim Morita                                          |                                             |                                             |                                                   |                                                   | Kenneth Choi                                      |                                                   |
| Gabe Jones                                          |                                             |                                             |                                                   |                                                   | Derek Luke                                        |                                                   |
| Jacques Dernier                                     |                                             |                                             |                                                   |                                                   | Bruno Ricci                                       |                                                   |
| Introduzido em Os Vingadores                        |                                             |                                             |                                                   |                                                   |                                                   |                                                   |
| Maria Hill                                          |                                             |                                             |                                                   |                                                   |                                                   | Cobie Smulders                                    |
| Thanos                                              |                                             |                                             |                                                   |                                                   |                                                   | Damion Poitier Cameo                              |
| O Outro                                             |                                             |                                             |                                                   |                                                   |                                                   | Alexis Denisof                                    |
| Gideon Malick                                       |                                             |                                             |                                                   |                                                   |                                                   | Powers Boothe                                     |

## Fase Dois
| Personagem                                                 | 2013                   | 2013                                       | 2014                                       | 2014                                           | 2015                                           | 2015                               |
| Personagem                                                 | Homem de Ferro 3       | Thor: O Mundo Sombrio                      | Capitão América 2: O Soldado Invernal      | Guardiões da Galáxia                           | Vingadores: Era de Ultron                      | Homem-Formiga                      |
| Introduzido na Fase Um                                     | Introduzido na Fase Um | Introduzido na Fase Um                     | Introduzido na Fase Um                     | Introduzido na Fase Um                         | Introduzido na Fase Um                         | Introduzido na Fase Um             |
| ---------------------------------------------------------- | ---------------------- | ------------------------------------------ | ------------------------------------------ | ---------------------------------------------- | ---------------------------------------------- | ---------------------------------- |
| Tony Stark Homem de Ferro                                  | Robert Downey, Jr.     |                                            |                                            |                                                | Robert Downey, Jr.                             |                                    |
| Virginia "Pepper" Potts                                    | Gwyneth Paltrow        |                                            |                                            |                                                |                                                |                                    |
| James "Rhodey" Rhodes Máquina de Combate Patriota de Ferro | Don Cheadle            |                                            |                                            |                                                | Don Cheadle                                    |                                    |
| J.A.R.V.I.S.                                               | Paul Bettany V         |                                            |                                            |                                                | Paul Bettany V                                 |                                    |
| Harold "Happy" Hogan                                       | Jon Favreau            |                                            |                                            |                                                |                                                |                                    |
| Bruce Banner Hulk                                          | Mark Ruffalo Cameo     |                                            |                                            |                                                | Mark Ruffalo                                   |                                    |
| Thor                                                       |                        | Chris Hemsworth                            |                                            |                                                | Chris Hemsworth                                |                                    |
| Loki                                                       |                        | Tom Hiddleston                             |                                            |                                                |                                                |                                    |
| Jane Foster                                                |                        | Natalie Portman                            |                                            |                                                |                                                |                                    |
| Odin                                                       |                        | Anthony Hopkins                            |                                            |                                                |                                                |                                    |
| Heimdall                                                   |                        | Idris Elba                                 |                                            |                                                | Idris Elba                                     |                                    |
| Erik Selvig                                                |                        | Stellan Skarsgård                          |                                            |                                                | Stellan Skarsgård                              |                                    |
| Lady Sif                                                   |                        | Jamie Alexander                            |                                            |                                                |                                                |                                    |
| Frigga                                                     |                        | Rene Russo                                 |                                            |                                                |                                                |                                    |
| Volstagg                                                   |                        | Ray Stevenson                              |                                            |                                                |                                                |                                    |
| Fandral                                                    |                        | Zachary Levi                               |                                            |                                                |                                                |                                    |
| Hogun                                                      |                        | Tadanobu Asano                             |                                            |                                                |                                                |                                    |
| Steve Rogers Capitão América                               |                        | Chris Evans Cameo em Thor: O Mundo Sombrio | Chris Evans Cameo em Thor: O Mundo Sombrio |                                                | Chris Evans Cameo em Homem-Formiga             | Chris Evans Cameo em Homem-Formiga |
| Nick Fury                                                  |                        |                                            | Samuel L. Jackson                          |                                                | Samuel L. Jackson                              |                                    |
| James "Bucky" Barnes Soldado Invernal                      |                        |                                            | Sebastian Stan                             |                                                |                                                | Sebastian Stan Cameo               |
| Natasha Romanoff Viúva Negra                               |                        |                                            | Scarlett Johansson                         |                                                | Scarlett Johansson                             |                                    |
| Margaret "Peggy" Carter                                    |                        |                                            | Hayley Atwell                              |                                                | Hayley Atwell                                  | Hayley Atwell                      |
| Maria Hill                                                 |                        |                                            | Cobie Smulders                             |                                                | Cobie Smulders                                 |                                    |
| Arnim Zola                                                 |                        |                                            | Toby Jones                                 |                                                |                                                |                                    |
| Howard Stark                                               |                        |                                            | Dominic Cooper Fotografia                  |                                                |                                                | John Slattery                      |
| Jasper Sitwell                                             |                        |                                            | Maximiliano Hernández                      |                                                |                                                |                                    |
| Senador Stern                                              |                        |                                            | Garry Shandling                            |                                                |                                                |                                    |
| O Outro                                                    |                        |                                            |                                            | Alexis Denisof                                 |                                                |                                    |
| Thanos                                                     |                        |                                            |                                            | Josh Brolin Cameo em Vingadores: Era de Ultron | Josh Brolin Cameo em Vingadores: Era de Ultron |                                    |
| Clint Barton Gavião Arqueiro                               |                        |                                            |                                            |                                                | Jeremy Renner                                  |                                    |
| Introduzido em Homem de Ferro 3                            |                        |                                            |                                            |                                                |                                                |                                    |
| Aldrich Killian                                            | Guy Pearce             |                                            |                                            |                                                |                                                |                                    |
| Trevor Slattery "Mandarim"                                 | Ben Kingsley           |                                            |                                            |                                                |                                                |                                    |
| Matthew Ellis Presidente                                   | William Sadler         |                                            |                                            |                                                |                                                |                                    |
| Harley Keener                                              | Ty Simpkins            |                                            |                                            |                                                |                                                |                                    |
| Introduzido em Thor: O Mundo Sombrio                       |                        |                                            |                                            |                                                |                                                |                                    |
| Malekith                                                   |                        | Christopher Eccleston                      |                                            |                                                |                                                |                                    |
| Taneller Tivan O Colecionador                              |                        | Benicio del Toro Cameo                     |                                            | Benicio del Toro                               |                                                |                                    |
| Carina                                                     |                        | Ophelia Lovibond Cameo                     |                                            | Ophelia Lovibond                               |                                                |                                    |
| Introduzido em Capitão América 2: O Soldado Invernal       |                        |                                            |                                            |                                                |                                                |                                    |
| Samuel "Sam" Wilson Falcão                                 |                        |                                            | Anthony Mackie                             |                                                | Anthony Mackie                                 | Anthony Mackie                     |
| Sharon Carter Agente 13                                    |                        |                                            | Emily VanCamp                              |                                                |                                                |                                    |
| Alexander Pierce                                           |                        |                                            | Robert Redford                             |                                                |                                                |                                    |
| Brock Rumlow                                               |                        |                                            | Frank Grillo                               |                                                |                                                |                                    |
| Wolfgang von Strucker                                      |                        |                                            | Thomas Kretschmann Cameo                   |                                                | Thomas Kretschmann                             |                                    |
| Wanda Maximoff Feiticeira Escarlate                        |                        |                                            | Elizabeth Olsen Cameo                      |                                                | Elizabeth Olsen                                |                                    |
| Pietro Maximoff Mercúrio                                   |                        |                                            | Aaron Taylor-Johnson Cameo                 |                                                | Aaron Taylor-Johnson                           |                                    |
| Introduzido em Guardiões da Galáxia                        |                        |                                            |                                            |                                                |                                                |                                    |
| Peter Quill Senhor das Estrelas                            |                        |                                            |                                            | Chris Pratt                                    |                                                |                                    |
| Gamora                                                     |                        |                                            |                                            | Zoe Saldana                                    |                                                |                                    |
| Drax o Destruidor                                          |                        |                                            |                                            | Dave Bautista                                  |                                                |                                    |
| Rocket                                                     |                        |                                            |                                            | Bradley Cooper V                               |                                                |                                    |
| Groot                                                      |                        |                                            |                                            | Vin Diesel V                                   |                                                |                                    |
| Ronan, O Acusador                                          |                        |                                            |                                            | Lee Pace                                       |                                                |                                    |
| Yondu Udonta                                               |                        |                                            |                                            | Michael Rooker                                 |                                                |                                    |
| Nebulosa                                                   |                        |                                            |                                            | Karen Gillan                                   |                                                |                                    |
| Korath                                                     |                        |                                            |                                            | Djimon Hounsou                                 |                                                |                                    |
| Kraglin                                                    |                        |                                            |                                            | Sean Gunn                                      |                                                |                                    |
| Irani Rael Nova Prime                                      |                        |                                            |                                            | Glenn Close                                    |                                                |                                    |
| Rhomann Dey                                                |                        |                                            |                                            | John C. Reilly                                 |                                                |                                    |
| Howard, o Pato                                             |                        |                                            |                                            | Seth Green V Cameo                             |                                                |                                    |
| Introduzido em Vingadores: Era de Ultron                   |                        |                                            |                                            |                                                |                                                |                                    |
| Ultron                                                     |                        |                                            |                                            |                                                | James Spader                                   |                                    |
| Visão                                                      |                        |                                            |                                            |                                                | Paul Bettany                                   |                                    |
| Ulysses Klaw                                               |                        |                                            |                                            |                                                | Andy Serkis                                    |                                    |
| Helen Cho                                                  |                        |                                            |                                            |                                                | Claudia Kim                                    |                                    |
| S.E.X.T.A.-F.E.I.R.A.                                      |                        |                                            |                                            |                                                | Kerry Condon V                                 |                                    |
| Introduzido em Homem-Formiga                               |                        |                                            |                                            |                                                |                                                |                                    |
| Scott Lang Homem-Formiga                                   |                        |                                            |                                            |                                                |                                                | Paul Rudd                          |
| Hank Pym Homem-Formiga                                     |                        |                                            |                                            |                                                |                                                | Michael Douglas                    |
| Hope Van Dyne                                              |                        |                                            |                                            |                                                |                                                | Evangeline Lilly                   |
| Darren Cross Jaqueta Amarela                               |                        |                                            |                                            |                                                |                                                | Corey Stoll                        |
| Mitchell Carson                                            |                        |                                            |                                            |                                                |                                                | Martin Donovan                     |
| Luis                                                       |                        |                                            |                                            |                                                |                                                | Michael Peña                       |

## Fase Três
| Personagem                                   | 2016                          | 2016                   | 2017                        | 2017                          | 2017                                       | 2018                                  | 2018                                  | 2018                    | 2019                                      | 2019                                           | 2019                                           |
| Personagem                                   | Capitão América: Guerra Civil | Doutor Estranho        | Guardiões da Galáxia Vol. 2 | Homem-Aranha: De Volta ao Lar | Thor: Ragnarok                             | Pantera Negra                         | Vingadores: Guerra Infinita           | Homem-Formiga e a Vespa | Capitã Marvel                             | Vingadores: Ultimato                           | Homem-Aranha: Longe de Casa                    |
| Introduzido na Fase Um                       | Introduzido na Fase Um        | Introduzido na Fase Um | Introduzido na Fase Um      | Introduzido na Fase Um        | Introduzido na Fase Um                     | Introduzido na Fase Um                | Introduzido na Fase Um                | Introduzido na Fase Um  | Introduzido na Fase Um                    | Introduzido na Fase Um                         | Introduzido na Fase Um                         |
| -------------------------------------------- | ----------------------------- | ---------------------- | --------------------------- | ----------------------------- | ------------------------------------------ | ------------------------------------- | ------------------------------------- | ----------------------- | ----------------------------------------- | ---------------------------------------------- | ---------------------------------------------- |
| Tony Stark Homem de Ferro                    | Robert Downey, Jr.            |                        |                             | Robert Downey, Jr.            |                                            |                                       | Robert Downey, Jr.                    |                         |                                           | Robert Downey, Jr. Fotografia em Longe de Casa | Robert Downey, Jr. Fotografia em Longe de Casa |
| Steve Rogers Capitão América                 | Chris Evans                   |                        |                             | Chris Evans Cameo             |                                            |                                       | Chris Evans                           |                         | Chris Evans Cameo em Capitã Marvel        | Chris Evans Cameo em Capitã Marvel             |                                                |
| Natasha Romanoff Viúva Negra                 | Scarlett Johansson            |                        |                             |                               | Scarlett Johansson Vídeo em Thor: Ragnarok |                                       | Scarlett Johansson                    |                         | Scarlett Johansson Cameo em Capitã Marvel | Scarlett Johansson Cameo em Capitã Marvel      |                                                |
| James "Bucky" Barnes Soldado Invernal        | Sebastian Stan                |                        |                             |                               |                                            | Sebastian Stan Cameo em Pantera Negra | Sebastian Stan Cameo em Pantera Negra |                         |                                           | Sebastian Stan                                 |                                                |
| James "Rhodey" Rhodes Máquina de Combate     | Don Cheadle                   |                        |                             |                               |                                            |                                       | Don Cheadle                           |                         | Don Cheadle Cameo em Capitã Marvel        | Don Cheadle Cameo em Capitã Marvel             |                                                |
| Clint Barton Gavião Arqueiro                 | Jeremy Renner                 |                        |                             |                               |                                            |                                       |                                       |                         |                                           | Jeremy Renner                                  |                                                |
| Thaddeus "Thunderbolt" Ross                  | William Hurt                  |                        |                             |                               |                                            |                                       |                                       |                         |                                           | William Hurt                                   |                                                |
| Howard Stark                                 | John Slattery                 |                        |                             |                               |                                            |                                       |                                       |                         |                                           | John Slattery                                  |                                                |
| Thor                                         |                               | Chris Hemsworth Cameo  |                             |                               | Chris Hemsworth                            |                                       | Chris Hemsworth                       |                         |                                           | Chris Hemsworth                                |                                                |
| Harold "Happy" Hogan                         |                               |                        |                             | Jon Favreau                   |                                            |                                       |                                       |                         |                                           | Jon Favreau                                    | Jon Favreau                                    |
| Virginia "Pepper" Potts                      |                               |                        |                             | Gwyneth Paltrow               |                                            |                                       | Gwyneth Paltrow                       |                         |                                           | Gwyneth Paltrow                                |                                                |
| Loki                                         |                               |                        |                             |                               | Tom Hiddleston                             |                                       | Tom Hiddleston                        |                         |                                           | Tom Hiddleston                                 |                                                |
| Bruce Banner Hulk                            |                               |                        |                             |                               | Mark Ruffalo                               |                                       | Mark Ruffalo                          |                         | Mark Ruffalo Cameo em Capitã Marvel       | Mark Ruffalo Cameo em Capitã Marvel            |                                                |
| Odin                                         |                               |                        |                             |                               | Anthony Hopkins                            |                                       |                                       |                         |                                           |                                                |                                                |
| Heimdall                                     |                               |                        |                             |                               | Idris Elba                                 |                                       | Idris Elba                            |                         |                                           |                                                |                                                |
| Volstagg                                     |                               |                        |                             |                               | Ray Stevenson                              |                                       |                                       |                         |                                           |                                                |                                                |
| Fandral                                      |                               |                        |                             |                               | Zachary Levi                               |                                       |                                       |                         |                                           |                                                |                                                |
| Hogun                                        |                               |                        |                             |                               | Tadanobu Asano                             |                                       |                                       |                         |                                           |                                                |                                                |
| Thanos                                       |                               |                        |                             |                               |                                            |                                       | Josh Brolin                           |                         |                                           | Josh Brolin                                    |                                                |
| Johann Schmidt Caveira Vermelha              |                               |                        |                             |                               |                                            |                                       | Ross MarquandV                        |                         |                                           | Ross MarquandV                                 |                                                |
| Nick Fury                                    |                               |                        |                             |                               |                                            |                                       | Samuel L. Jackson Cameo               |                         | Samuel L. Jackson                         | Samuel L. Jackson                              | Samuel L. Jackson                              |
| Maria Hill                                   |                               |                        |                             |                               |                                            |                                       | Cobie Smulders Cameo                  |                         |                                           | Cobie Smulders                                 | Cobie Smulders                                 |
| Phil Coulson                                 |                               |                        |                             |                               |                                            |                                       |                                       |                         | Clark Gregg                               |                                                |                                                |
| Margaret "Peggy" Carter                      |                               |                        |                             |                               |                                            |                                       |                                       |                         |                                           | Hayley Atwell                                  |                                                |
| Jasper Sitwell                               |                               |                        |                             |                               |                                            |                                       |                                       |                         |                                           | Maximiliano Hernández                          |                                                |
| Jane Foster                                  |                               |                        |                             |                               |                                            |                                       |                                       |                         |                                           | Natalie Portman                                |                                                |
| Frigga                                       |                               |                        |                             |                               |                                            |                                       |                                       |                         |                                           | Rene Russo                                     |                                                |
| Introduzido na Fase Dois                     |                               |                        |                             |                               |                                            |                                       |                                       |                         |                                           |                                                |                                                |
| Wanda Maximoff Feiticeira Escarlate          | Elizabeth Olsen               |                        |                             |                               |                                            |                                       | Elizabeth Olsen                       |                         |                                           | Elizabeth Olsen                                |                                                |
| Samuel "Sam" Wilson Falcão                   | Anthony Mackie                |                        |                             |                               |                                            |                                       | Anthony Mackie                        |                         |                                           | Anthony Mackie                                 |                                                |
| Scott Lang Homem-Formiga                     | Paul Rudd                     |                        |                             |                               |                                            |                                       |                                       | Paul Rudd               |                                           | Paul Rudd                                      |                                                |
| Sharon Carter Agente 13                      | Emily VanCamp                 |                        |                             |                               |                                            |                                       |                                       |                         |                                           |                                                |                                                |
| Visão                                        | Paul Bettany                  |                        |                             |                               |                                            |                                       | Paul Bettany                          |                         |                                           |                                                |                                                |
| Brock Rumlow Ossos Cruzados                  | Frank Grillo                  |                        |                             |                               |                                            |                                       |                                       |                         |                                           | Frank Grillo                                   |                                                |
| S.E.X.T.A.-F.E.I.R.A.                        | Kerry CondonV                 |                        |                             | Kerry CondonV                 |                                            |                                       | Kerry CondonV                         |                         |                                           | Kerry CondonV                                  |                                                |
| Peter Quill Senhor das Estrelas              |                               |                        | Chris Pratt                 |                               |                                            |                                       | Chris Pratt                           |                         |                                           | Chris Pratt                                    |                                                |
| Gamora                                       |                               |                        | Zoe Saldana                 |                               |                                            |                                       | Zoe Saldana                           |                         |                                           | Zoe Saldana                                    |                                                |
| Drax o Destruidor                            |                               |                        | Dave Bautista               |                               |                                            |                                       | Dave Bautista                         |                         |                                           | Dave Bautista                                  |                                                |
| Rocket                                       |                               |                        | Bradley CooperV             |                               |                                            |                                       | Bradley CooperV                       |                         |                                           | Bradley CooperV                                |                                                |
| Groot                                        |                               |                        | Vin DieselV                 |                               |                                            |                                       | Vin DieselV                           |                         |                                           | Vin DieselV                                    |                                                |
| Yondu Udonta                                 |                               |                        | Michael Rooker              |                               |                                            |                                       |                                       |                         |                                           |                                                |                                                |
| Nebulosa                                     |                               |                        | Karen Gillan                |                               |                                            |                                       | Karen Gillan                          |                         |                                           | Karen Gillan                                   |                                                |
| Kraglin Obfonteri                            |                               |                        | Sean Gunn                   |                               |                                            |                                       |                                       |                         |                                           | Sean Gunn                                      |                                                |
| Howard, o Pato                               |                               |                        | Seth GreenV Cameo           |                               |                                            |                                       |                                       |                         |                                           |                                                |                                                |
| Ulysses Klaue                                |                               |                        |                             |                               |                                            | Andy Serkis                           |                                       |                         |                                           |                                                |                                                |
| Taneller Tivan O Colecionador                |                               |                        |                             |                               |                                            |                                       | Benicio del Toro                      |                         |                                           |                                                |                                                |
| Hope Van Dyne Vespa                          |                               |                        |                             |                               |                                            |                                       |                                       | Evangeline Lilly        |                                           | Evangeline Lilly                               |                                                |
| Hank Pym                                     |                               |                        |                             |                               |                                            |                                       |                                       | Michael Douglas         |                                           | Michael Douglas                                |                                                |
| Luis                                         |                               |                        |                             |                               |                                            |                                       |                                       | Michael Peña            |                                           |                                                |                                                |
| Cassandra "Cassie" Lang                      |                               |                        |                             |                               |                                            |                                       |                                       | Abby Ryder Fortson      |                                           | Emma Fuhrmann                                  |                                                |
| Ronan, O Acusador                            |                               |                        |                             |                               |                                            |                                       |                                       |                         | Lee Pace                                  |                                                |                                                |
| Korath                                       |                               |                        |                             |                               |                                            |                                       |                                       |                         | Djimon Hounsou                            |                                                |                                                |
| Alexander Pierce                             |                               |                        |                             |                               |                                            |                                       |                                       |                         |                                           | Robert Redford                                 |                                                |
| Harley Keener                                |                               |                        |                             |                               |                                            |                                       |                                       |                         |                                           | Ty Simpkins                                    |                                                |
| Introduzido em Capitão América: Guerra Civil |                               |                        |                             |                               |                                            |                                       |                                       |                         |                                           |                                                |                                                |
| T'Challa Pantera Negra                       | Chadwick Boseman              |                        |                             |                               |                                            | Chadwick Boseman                      | Chadwick Boseman                      |                         |                                           | Chadwick Boseman                               |                                                |
| Peter Parker Homem-Aranha                    | Tom Holland                   |                        |                             | Tom Holland                   |                                            |                                       | Tom Holland                           |                         |                                           | Tom Holland                                    | Tom Holland                                    |
| T'Chaka                                      | John Kani                     |                        |                             |                               |                                            | John Kani                             |                                       |                         |                                           |                                                |                                                |
| Helmut Zemo                                  | Daniel Brühl                  |                        |                             |                               |                                            |                                       |                                       |                         |                                           |                                                |                                                |
| May Parker                                   | Marisa Tomei                  |                        |                             | Marisa Tomei                  |                                            |                                       |                                       |                         |                                           | Marisa Tomei                                   | Marisa Tomei                                   |
| Everett K. Ross                              | Martin Freeman                |                        |                             |                               |                                            | Martin Freeman                        |                                       |                         |                                           |                                                |                                                |
| Maria Stark                                  | Hope Davis                    |                        |                             |                               |                                            |                                       |                                       |                         |                                           |                                                |                                                |
| Miriam Sharpe                                | Alfre Woodard                 |                        |                             |                               |                                            |                                       |                                       |                         |                                           |                                                |                                                |
| Ayo                                          | Florence Kasumba              |                        |                             |                               |                                            | Florence Kasumba                      | Florence Kasumba                      |                         |                                           |                                                |                                                |
| Introduzido em Doutor Estranho               |                               |                        |                             |                               |                                            |                                       |                                       |                         |                                           |                                                |                                                |
| Steven Strange Doutor Estranho               |                               | Benedict Cumberbatch   |                             |                               | Benedict Cumberbatch                       |                                       | Benedict Cumberbatch                  |                         |                                           | Benedict Cumberbatch                           |                                                |
| A Anciã                                      |                               | Tilda Swinton          |                             |                               |                                            |                                       |                                       |                         |                                           | Tilda Swinton                                  |                                                |
| Karl Mordo                                   |                               | Chiwetel Ejiofor       |                             |                               |                                            |                                       |                                       |                         |                                           |                                                |                                                |
| Kaecilius                                    |                               | Mads Mikkelsen         |                             |                               |                                            |                                       |                                       |                         |                                           |                                                |                                                |
| Christine Palmer                             |                               | Rachel McAdams         |                             |                               |                                            |                                       |                                       |                         |                                           |                                                |                                                |
| Wong                                         |                               | Benedict Wong          |                             |                               |                                            |                                       | Benedict Wong                         |                         |                                           | Benedict Wong                                  |                                                |
| Dormammu                                     |                               | Benedict Cumberbatch   |                             |                               |                                            |                                       |                                       |                         |                                           |                                                |                                                |
| Nicodemus West                               |                               | Michael Stuhlbarg      |                             |                               |                                            |                                       |                                       |                         |                                           |                                                |                                                |
| Lucian                                       |                               | Scott Adkins           |                             |                               |                                            |                                       |                                       |                         |                                           |                                                |                                                |
| Tina Minoru                                  |                               | Linda Louise Duan      |                             |                               |                                            |                                       |                                       |                         |                                           |                                                |                                                |
| Jonathan Pangborn                            |                               | Benjamin Bratt         |                             |                               |                                            |                                       |                                       |                         |                                           |                                                |                                                |
| Introduzido em Guardiões da Galáxia Vol. 2   |                               |                        |                             |                               |                                            |                                       |                                       |                         |                                           |                                                |                                                |
| Mantis                                       |                               |                        | Pom Klementieff             |                               |                                            |                                       | Pom Klementieff                       |                         |                                           | Pom Klementieff                                |                                                |
| Ego                                          |                               |                        | Kurt Russell                |                               |                                            |                                       |                                       |                         |                                           |                                                |                                                |
| Ayesha                                       |                               |                        | Elizabeth Debicki           |                               |                                            |                                       |                                       |                         |                                           |                                                |                                                |
| Taserface                                    |                               |                        | Chris Sullivan              |                               |                                            |                                       |                                       |                         |                                           |                                                |                                                |
| Stakar Ogord                                 |                               |                        | Sylvester Stallone          |                               |                                            |                                       |                                       |                         |                                           |                                                |                                                |
| Grão Mestre                                  |                               |                        | Jeff Goldblum Cameo         |                               | Jeff Goldblum                              |                                       |                                       |                         |                                           |                                                |                                                |
| Introduzido em Homem-Aranha: De Volta ao Lar |                               |                        |                             |                               |                                            |                                       |                                       |                         |                                           |                                                |                                                |
| Adrian Toomes Abutre                         |                               |                        |                             | Michael Keaton                |                                            |                                       |                                       |                         |                                           |                                                |                                                |
| Liz                                          |                               |                        |                             | Laura Harrier                 |                                            |                                       |                                       |                         |                                           |                                                |                                                |
| Ned                                          |                               |                        |                             | Jacob Batalon                 |                                            |                                       | Jacob Batalon                         |                         |                                           | Jacob Batalon                                  | Jacob Batalon                                  |
| Michelle "MJ" Jackson                        |                               |                        |                             | Zendaya                       |                                            |                                       |                                       |                         |                                           |                                                | Zendaya                                        |
| Phineas Mason O Consertador                  |                               |                        |                             | Michael Chernus               |                                            |                                       |                                       |                         |                                           |                                                |                                                |
| Herman Schutlz Shocker                       |                               |                        |                             | Bokeem Woodbine               |                                            |                                       |                                       |                         |                                           |                                                |                                                |
| Jackson Brice Shocker                        |                               |                        |                             | Logan Marshall-Green          |                                            |                                       |                                       |                         |                                           |                                                |                                                |
| Eugene "Flash" Thompson                      |                               |                        |                             | Tony Revolori                 |                                            |                                       |                                       |                         |                                           |                                                |                                                |
| Karen                                        |                               |                        |                             | Jennifer ConnellyV            |                                            |                                       |                                       |                         |                                           |                                                |                                                |
| Betty Brant                                  |                               |                        |                             | Angourie Rice                 |                                            |                                       |                                       |                         |                                           |                                                | Angourie Rice                                  |
| Aaron Davis                                  |                               |                        |                             | Donald Glover                 |                                            |                                       |                                       |                         |                                           |                                                |                                                |
| Mac Gargan                                   |                               |                        |                             | Michael Mando                 |                                            |                                       |                                       |                         |                                           |                                                |                                                |
| Introduzido em Thor: Ragnarok                |                               |                        |                             |                               |                                            |                                       |                                       |                         |                                           |                                                |                                                |
| Hela                                         |                               |                        |                             |                               | Cate Blanchett                             |                                       |                                       |                         |                                           |                                                |                                                |
| Valquíria                                    |                               |                        |                             |                               | Tessa Thompson                             |                                       |                                       |                         |                                           | Tessa Thompson                                 |                                                |
| Skurge, O Executor                           |                               |                        |                             |                               | Karl Urban                                 |                                       |                                       |                         |                                           |                                                |                                                |
| Surtur                                       |                               |                        |                             |                               | Clancy BrownV                              |                                       |                                       |                         |                                           |                                                |                                                |
| Korg                                         |                               |                        |                             |                               | Taika Waititi                              |                                       |                                       |                         |                                           | Taika Waititi                                  |                                                |
| Miek                                         |                               |                        |                             |                               | Samuel Vincent                             |                                       |                                       |                         |                                           | Samuel Vincent                                 |                                                |
| Topaz                                        |                               |                        |                             |                               | Rachel House                               |                                       |                                       |                         |                                           |                                                |                                                |
| Introduzido em Pantera Negra                 |                               |                        |                             |                               |                                            |                                       |                                       |                         |                                           |                                                |                                                |
| N'Jadaka/ Erik "Killmonger" Stevens          |                               |                        |                             |                               |                                            | Michael B. Jordan                     |                                       |                         |                                           |                                                |                                                |
| Nakia                                        |                               |                        |                             |                               |                                            | Lupita Nyong'o                        |                                       |                         |                                           |                                                |                                                |
| Okoye                                        |                               |                        |                             |                               |                                            | Danai Gurira                          | Danai Gurira                          |                         |                                           | Danai Gurira                                   |                                                |
| Ramonda                                      |                               |                        |                             |                               |                                            | Angela Bassett                        |                                       |                         |                                           | Angela Bassett                                 |                                                |
| Shuri                                        |                               |                        |                             |                               |                                            | Letitia Wright                        | Letitia Wright                        |                         |                                           | Letitia Wright                                 |                                                |
| W'Kabi                                       |                               |                        |                             |                               |                                            | Daniel Kaluuya                        |                                       |                         |                                           |                                                |                                                |
| M'Baku                                       |                               |                        |                             |                               |                                            | Winston Duke                          | Winston Duke                          |                         |                                           | Winston Duke                                   |                                                |
| Zuri                                         |                               |                        |                             |                               |                                            | Forest Whitaker                       |                                       |                         |                                           |                                                |                                                |
| N'Jobu                                       |                               |                        |                             |                               |                                            | Sterling K. Brown                     |                                       |                         |                                           |                                                |                                                |
| Introduzido em Vingadores: Guerra Infinita   |                               |                        |                             |                               |                                            |                                       |                                       |                         |                                           |                                                |                                                |
| Fauce de Ébano                               |                               |                        |                             |                               |                                            |                                       | Tom Vaughan-Lawlor                    |                         |                                           | Tom Vaughan-Lawlor                             |                                                |
| Eitri                                        |                               |                        |                             |                               |                                            |                                       | Peter Dinklage                        |                         |                                           |                                                |                                                |
| Próxima Meia-Noite                           |                               |                        |                             |                               |                                            |                                       | Carrie Coon                           |                         |                                           | Carrie Coon                                    |                                                |
| Corvus Glaive                                |                               |                        |                             |                               |                                            |                                       | Michael James Shaw                    |                         |                                           | Michael James Shaw                             |                                                |
| Cull Obsideane                               |                               |                        |                             |                               |                                            |                                       | Terry Notary                          |                         |                                           | Terry Notary                                   |                                                |
| Introduzido em Homem-Formiga e a Vespa       |                               |                        |                             |                               |                                            |                                       |                                       |                         |                                           |                                                |                                                |
| Janet Van Dyne                               |                               |                        |                             |                               |                                            |                                       |                                       | Michelle Pfeiffer       |                                           | Michelle Pfeiffer                              |                                                |
| Jimmy Woo                                    |                               |                        |                             |                               |                                            |                                       |                                       | Randall Park            |                                           |                                                |                                                |
| Bill Foster                                  |                               |                        |                             |                               |                                            |                                       |                                       | Laurence Fishburne      |                                           |                                                |                                                |
| Ava Starr Fantasma                           |                               |                        |                             |                               |                                            |                                       |                                       | Hannah John-Kamen       |                                           |                                                |                                                |
| Sonny Burch                                  |                               |                        |                             |                               |                                            |                                       |                                       | Walton Goggins          |                                           |                                                |                                                |
| Introduzido em Capitã Marvel                 |                               |                        |                             |                               |                                            |                                       |                                       |                         |                                           |                                                |                                                |
| Carol Danvers Capitã Marvel                  |                               |                        |                             |                               |                                            |                                       |                                       |                         | Brie Larson                               | Brie Larson                                    |                                                |
| Yon-Rogg                                     |                               |                        |                             |                               |                                            |                                       |                                       |                         | Jude Law                                  |                                                |                                                |
| Mar-Vell/Wendy Lawson                        |                               |                        |                             |                               |                                            |                                       |                                       |                         | Annette Bening                            |                                                |                                                |
| Inteligência Suprema                         |                               |                        |                             |                               |                                            |                                       |                                       |                         | Annette Bening                            |                                                |                                                |
| Talos                                        |                               |                        |                             |                               |                                            |                                       |                                       |                         | Ben Mendelsohn                            |                                                |                                                |
| Maria Rambeau                                |                               |                        |                             |                               |                                            |                                       |                                       |                         | Lashana Lynch                             |                                                |                                                |
| Monica Rambeau                               |                               |                        |                             |                               |                                            |                                       |                                       |                         | Akira Akbar                               |                                                |                                                |
| Minn-Erva                                    |                               |                        |                             |                               |                                            |                                       |                                       |                         | Gemma Chan                                |                                                |                                                |
| Introduzido em Vingadores: Ultimato          |                               |                        |                             |                               |                                            |                                       |                                       |                         |                                           |                                                |                                                |
| Edwin Jarvis                                 |                               |                        |                             |                               |                                            |                                       |                                       |                         |                                           | James D'Arcy                                   |                                                |
| Morgan Stark                                 |                               |                        |                             |                               |                                            |                                       |                                       |                         |                                           | Lexi Rabe                                      |                                                |
| Introduzido em Homem-Aranha: Longe de Casa   |                               |                        |                             |                               |                                            |                                       |                                       |                         |                                           |                                                |                                                |
| Quentin Beck / Mystério                      |                               |                        |                             |                               |                                            |                                       |                                       |                         |                                           |                                                | Jake Gyllenhaal                                |
| J. Jonah Jameson                             |                               |                        |                             |                               |                                            |                                       |                                       |                         |                                           |                                                | J. K. Simmons                                  |
| E.D.I.T.H.                                   |                               |                        |                             |                               |                                            |                                       |                                       |                         |                                           |                                                | Dawn Michelle KingV                            |

### Filmes da Fase Um
- Elenco e equipe de Homem de Ferro no IMDb Arquivado em 2019-03-12 no Wayback Machine
- Elenco e equipe de O Incrível Hulk no IMDb Arquivado em 2018-04-11 no Wayback Machine
- Elenco e equipe de Homem de Ferro 2 no IMDb Arquivado em 2019-03-12 no Wayback Machine
- Elenco e equipe de Thor no IMDb Arquivado em 2019-07-26 no Wayback Machine
- Elenco e equipe de Capitão América: O Primeiro Vingador no IMDb Arquivado em 2018-04-16 no Wayback Machine
- Elenco e equipe de Os Vingadores no IMDb Arquivado em 2018-04-06 no Wayback Machine

### Filmes da Fase Dois
- Elenco e equipe de Homem de Ferro 3 no IMDb Arquivado em 2018-04-11 no Wayback Machine
- Elenco e equipe de Thor: O Mundo Sombrio no IMDb Arquivado em 2018-03-14 no Wayback Machine
- Elenco e equipe de Capitão América 2: O Soldado Invernal no IMDb Arquivado em 2018-04-06 no Wayback Machine
- Elenco e equipe de Guardiões da Galáxia no IMDb Arquivado em 2019-08-14 no Wayback Machine
- Elenco e equipe de Vingadores: Era de Ultron no IMDb Arquivado em 2018-04-08 no Wayback Machine
- Elenco e equipe de Homem-Formiga no IMDb Arquivado em 2018-04-08 no Wayback Machine

### Filmes da Fase Três
- Elenco e equipe de Capitão América: Guerra Civil no IMDb Arquivado em 2018-03-01 no Wayback Machine
- Elenco e equipe de Doutor Estranho no IMDb Arquivado em 2018-04-12 no Wayback Machine
- Elenco e equipe de Guardiões da Galáxia Vol. 2 no IMDb Arquivado em 2018-04-07 no Wayback Machine
- Elenco e equipe de Homem-Aranha: De Volta ao Lar no IMDb Arquivado em 2018-04-11 no Wayback Machine
- Elenco e equipe de Thor: Ragnarok no IMDb Arquivado em 2018-04-08 no Wayback Machine
- Elenco e equipe de Pantera Negra no IMDb Arquivado em 2018-10-23 no Wayback Machine
- Elenco e equipe de Vingadores: Guerra Infinita no IMDb Arquivado em 2018-12-24 no Wayback Machine
- Elenco e equipe de Homem-Formiga e a Vespa no IMDb Arquivado em 2018-03-15 no Wayback Machine
- Elenco e equipe de Capitã Marvel no IMDb Arquivado em 2019-04-02 no Wayback Machine
- Elenco e equipe de Vingadores: Ultimato no IMDb Arquivado em 2020-06-18 no Wayback Machine
- Elenco e equipe de Homem-Aranha: Longe de Casa no IMDb Arquivado em 2020-06-21 no Wayback Machine